# Siena Saints

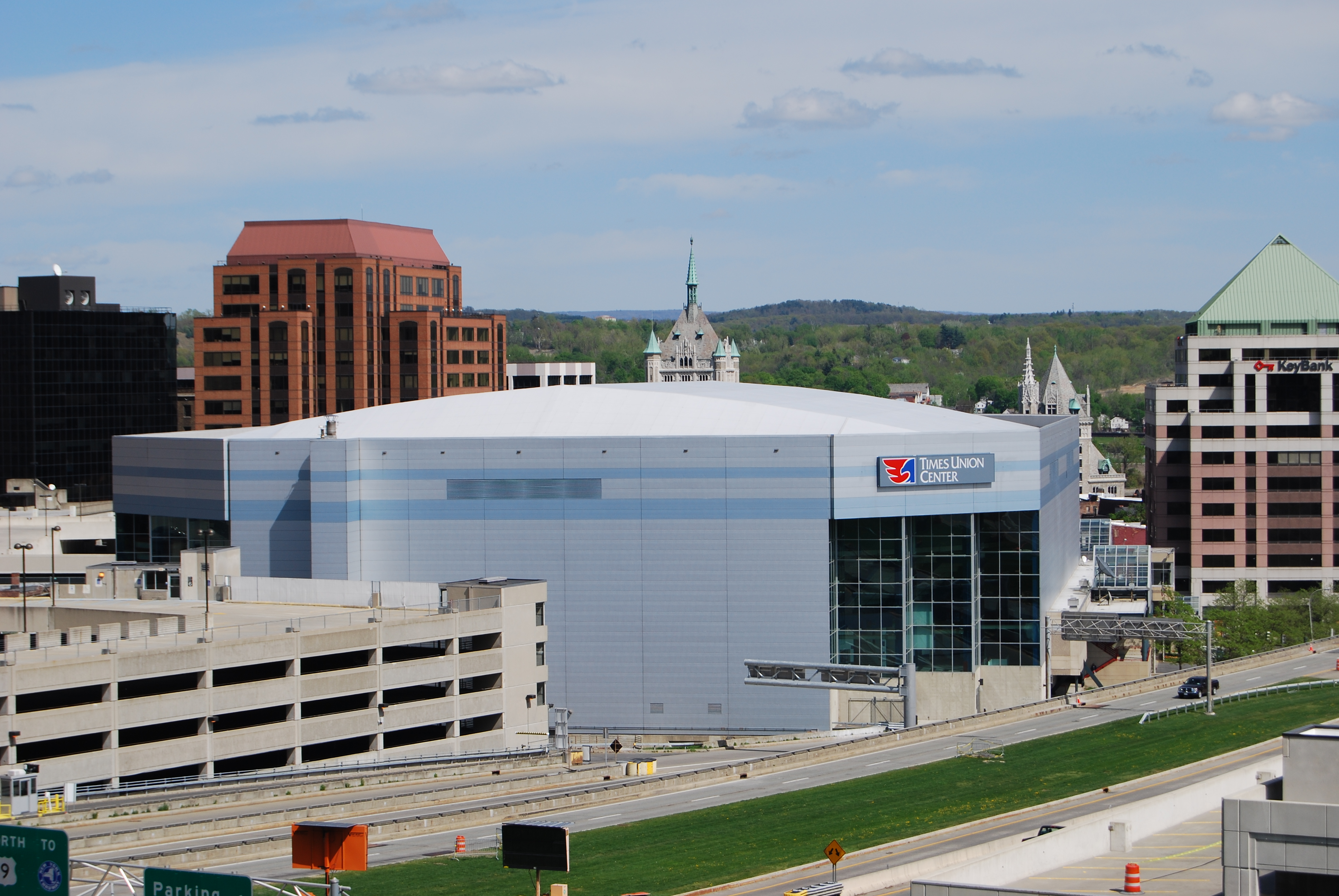
Times Union Center.

Siena Saints (Santos del Colegio de Siena) es la denominación de los equipos deportivos de Siena College, institución académica ubicada en Albany, Nueva York. Los Saints participan en las competiciones universitarias organizadas por la NCAA, y forman parte de la Metro Atlantic Athletic Conference.

## Apodo y mascota
El apodo de Saints (en español, Santos) procede del patrono del colegio, de raíces franciscanas, San Bernardino de Siena, del cual recibe en nombre la institución. La mascota, denominada Bernie the Saint Bernard, es un San Bernardo, y tiene los mismos orígenes.

## Equipos
Los Saints tienen 7 equipos masculinos y 11 femeninos:
| Masculino: - Baloncesto - Campo a través - Fútbol - Lacrosse - Tenis - Golf - Béisbol | Femenino: - Baloncesto - Campo a través - Fútbol - Lacrosse - Tenis - Golf - Sófbol - Waterpolo - Natación - Voleibol - Hockey sobre hierba |

## Baloncesto

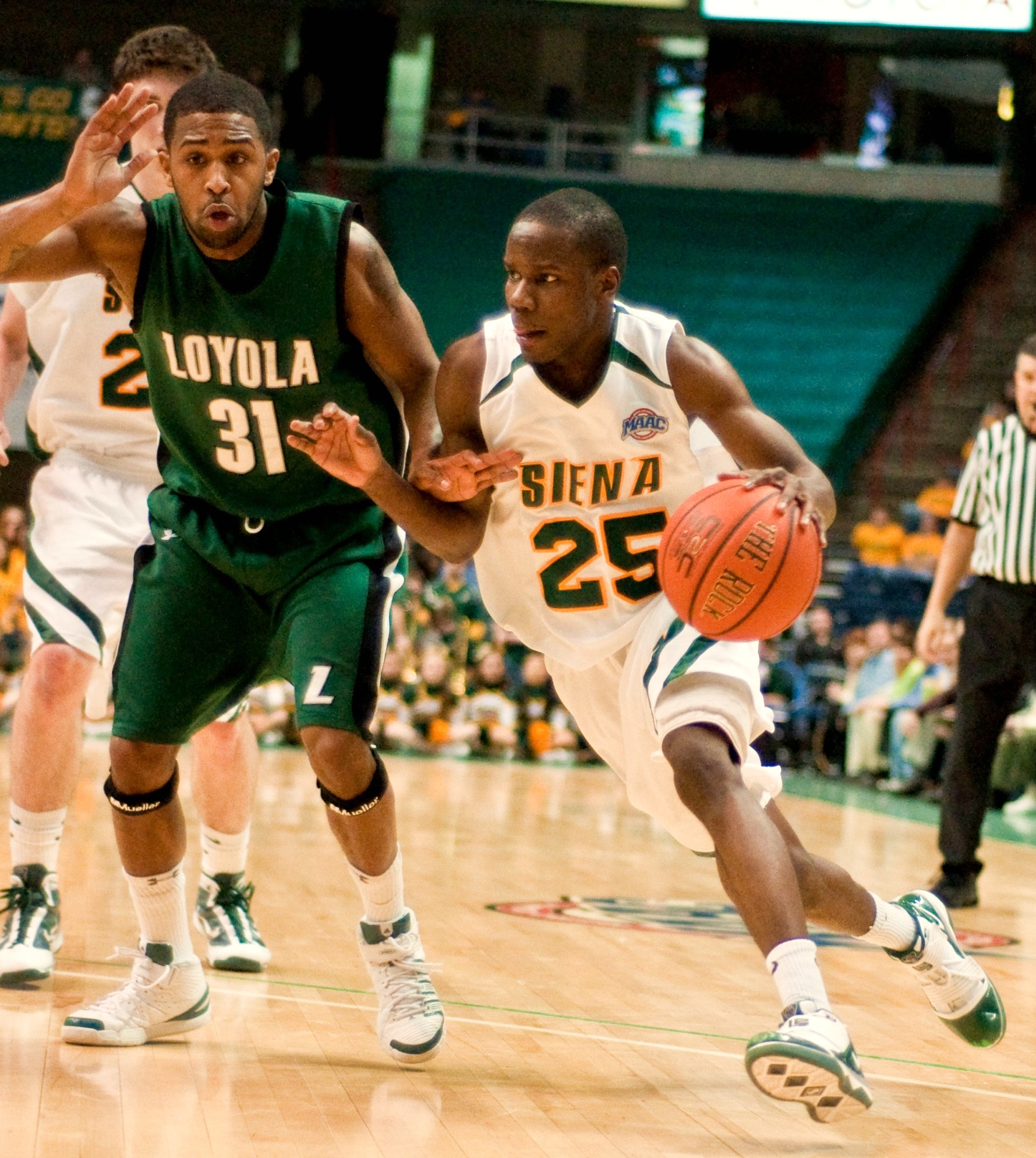
Partido de baloncesto masculino contra Loyola.

El equipo de baloncesto masculino ha conseguido el título de la Metro Atlantic Athletic Conference en 6 ocasiones, llegando a la fase final del campeonato de la NCAA en todas ellas, la última en 2010, aunque nunca han conseguido pasar de la ronda de 32. Ninguno de sus jugadores ha llegado a jugar en la liga NBA.

## Instalaciones deportivas
- Times Union Center, es el pabellón donde disputan sus partidos el equipo de baloncesto desde 1997. Tiene una capacidad para 15.000 espectadores y fue inaugurado en 1990.[3]
- Alumni Recreation Center, es el pabellón donde disputan sus encuentros los equipos de baloncesto y voleibol femeninos. Fue inaugurado en 1974 y tiene una capacidad para 4.000 espectadores.[4]